# Pomnik Armii Czerwonej w Mokrem
Pomnik Armii Czerwonej w Mokrem – pomnik upamiętniający działania Armii Czerwonej w 1945 r. Zlikwidowany 27 października 2022 r..

## Historia
Pomnik upamiętniał miejsce, z którego oddziały 1 Frontu Ukraińskiego 12 stycznia 1945 r. rozpoczęły natarcie w ramach operacji wiślańsko-odrzańskiej. Został wzniesiony tuż po zakończeniu działań wojennych. Miał postać kamiennego portalu z centralnie umieszczoną tablicą, na której znajdował się napis:

Z tego miejsca dnia 12 I 1945 roku o godzinie 4-tej wojska 1-go Frontu Ukraińskiego Armii Radzieckiej pod dowództwem marszałka Koniewa huraganowym ogniem rozpoczęły ofensywę zimową, w wyniku której wyzwolona została Polska i rozgromiony hitleryzm. Chwała niezwyciężonej Armii Radzieckiej

Pomnik był usytuowany przy drodze wojewódzkiej nr 765, pomiędzy Szydłowem a Kurozwękami.
Likwidacja pomnika została dokonana 27 października 2022 r.